# Parodia allosiphon
Parodia allosiphon là một loài thực vật có hoa trong họ Cactaceae. Loài này được (Marchesi) N.P. Taylor mô tả khoa học đầu tiên năm 1987.